# 張孝揚
张孝扬，字实斋，山西沁县人，清朝政治人物、同進士出身。張孝挰之兄。
雍正二年（1724年）甲辰科进士，历任宁化知县，改襄陵教谕。